# Eremo di Sant'Egidio (Scanno)
L'eremo di Sant'Egidio è un eremo sito sul colle di Sant'Egidio, tra Scanno e l'omonimo lago, in provincia dell'Aquila. Si raggiunge tramite il sentiero di Sant'Egidio posto tra la via che porta al cimitero di Scanno e la via Circumlacuale (il lungolago di Scanno).

## Storia
La scritta sull'architrave fa pensare la fondazione nel 1657, ma questa è avvenuta prima del 1612. In quest'ultimo anno viene nominata come romito durante una visita pastorale avvenuta appunto nel 1612: Ecclesia S. Egidii sub cura Eremitae Matthei Terrae Scanni.
La data 1657 è da ascrivere come ex voto al santo, ritenuto dagli abitanti di Scanno come protettore della peste (a Scanno ve n'è stata una nel 1656), aumentando così il culto di devozione per questa chiesa in tutto il circondario. Così dal 1658 si celebra ogni anno una solenne processione fino all'eremo.
Nel 1780 la chiesa fu restaurata da Pasquale Mancinelli, Michele Parente e Nicola Ricciotti.

## Aspetto

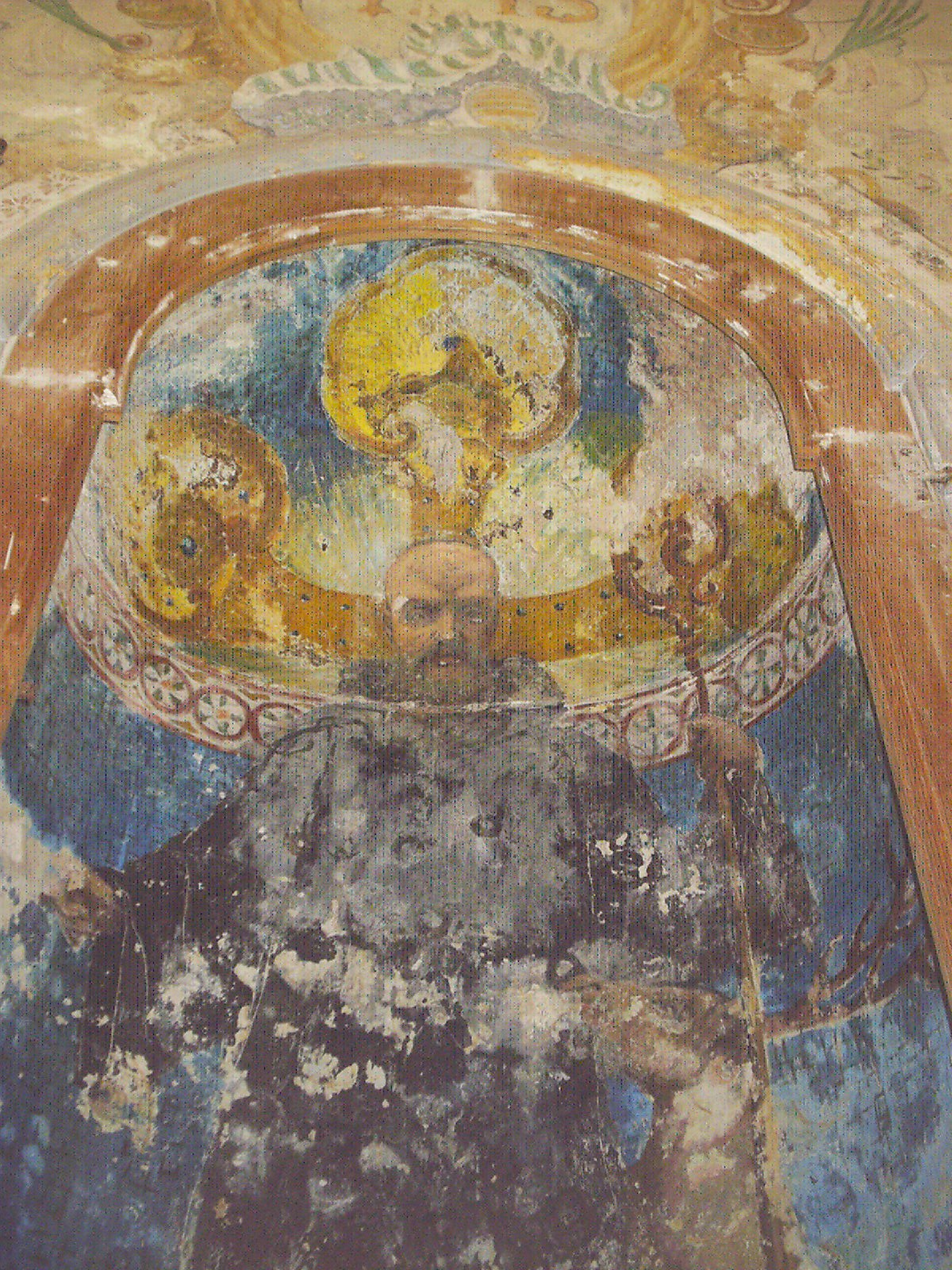
L'affresco di sant'Egidio all'interno dell'eremo

La chiesa è in stile romanico rurale. Sull'architrave della porta è scritto: AD 1656 TEMPORE PESTIS S. EGIDIO ORA PRO NOBIS BIASO ANGELO. 
La facciata principale è realizzata in pietra squadrata a vista. L'ingresso è preceduto da un protiro con volta a botte a sesto ribassato. Il protiro è sormontato da una finestrella ad oculo incorniciato mediante una pietra modanata. Nella monofora in alto a destra vi si doveva trovare molto verosimilmente una campana.
L'interno di forma quadrangolare ad aula ad unica navata coperta da volta a botte a sesto ribassato, ha un altare semplice appoggiato alla parete dell'abside. Sopra l'altare un affresco di sant'Egidio realizzato da maestri della scuola napoletana nel 1796. Ai lati della facciata vi sono degli affreschi sul tema della Passione di Gesù.

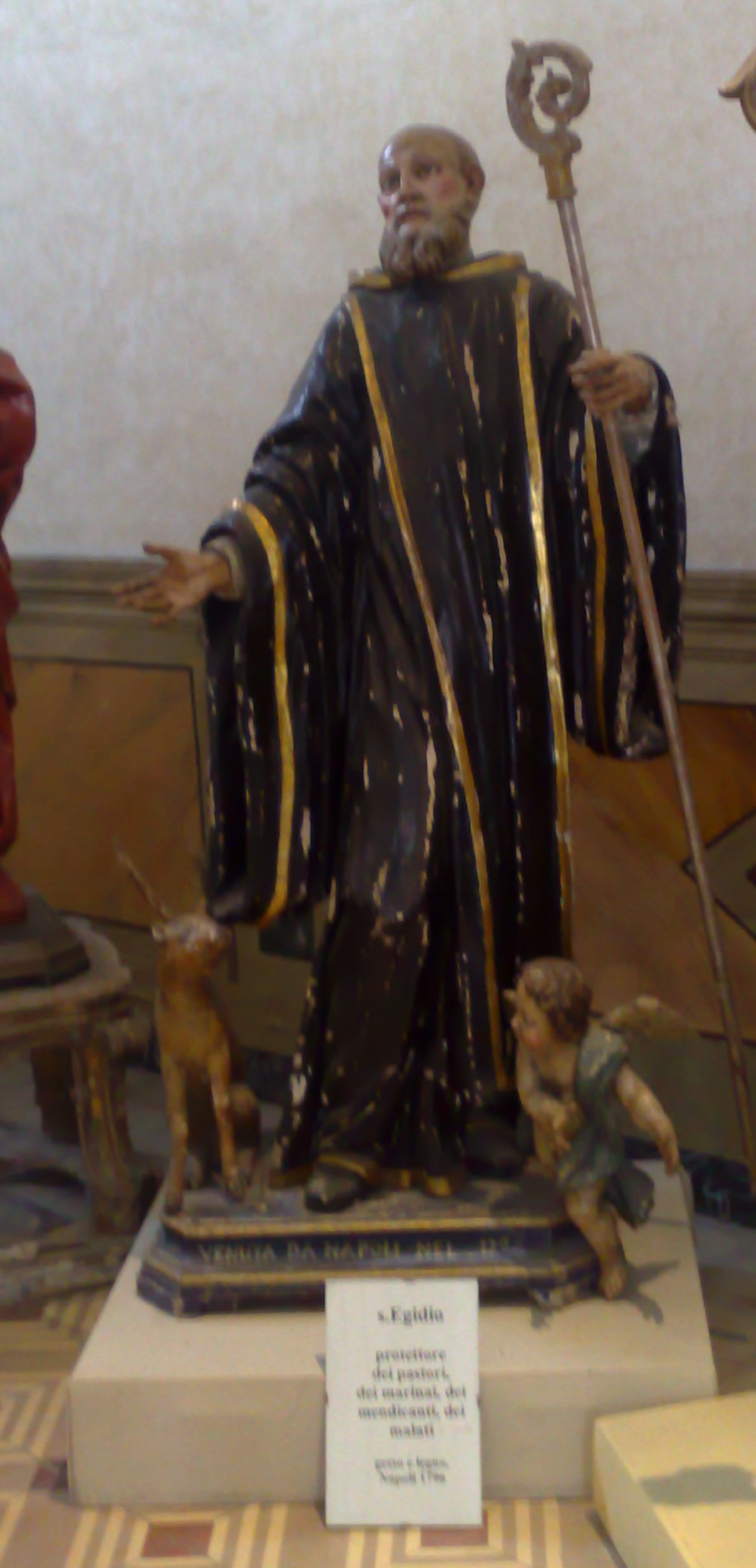
La statua di Sant'Egidio con la cerva, oggi conservata nella chiesa di San Giovanni Battista di Scanno

Sul lato nord-ovest vi è un locale forse dedicato alla dimora degli eremiti.

## Ricorrenze
Il primo settembre di ogni anno ricorre la festa del santo. Di primo mattino i fedeli affollano la chiesuola e il breve pianoro antistante. Vi si celebra la messa. Appena finito il rito è usanza che i giovani si contendano un gallo che sicuramente qualcuno ha provveduto a portare, per devozione, sul colle di Sant'Egidio. La contesa consiste nel prendere di mira con pietre che vengono scagliate a colpire un bersaglio posto sulla sporgenza d'una roccia, sul lato destro all'esterno della chiesa. Vince la contesa colui che per primo centra in pieno lo scopo.

## Fonti
- Una pagina sulle chiese di Scanno sul Portale del paese alla voce Eremo di Sant'Egidio.
- Raffaele Giannantonio, paragrafo dell'eremo di Sant'Egidio nel capitolo le chiese in Scanno Guida storico-artistica alla città e dintorni, pag. 51, Carsa Edizioni (2001), Pescara ISBN 88-501-0008-6